# Merdan Güneş
Merdan Güneş (* 9. April 1967 in Ordu) ist ein türkischer Theologe.

## Leben
Von 1978 bis 1980 absolvierte Güneş die Hafiz-Ausbildung an der Sümbül-Efendi-Schule in Istanbul. Von 1987 bis 1991 erwarb er den L.L.B. Abschluss (Islamisches Recht & Jura) an der International Islamic University, Islamabad, und von 1991 bis 1995 den L.L.M. und M.Ph. (Islamisches Recht & Jura) an der International Islamic University, Islamabad. Seit 2021 ist er Professor für Islamische Mystik, Philosophie und Glaubenslehre an der Universität Osnabrück.

## Schriften (Auswahl)
- al-Ġazālī und der Sufismus. Wiesbaden 2011, ISBN 978-3-447-06498-9.
- Dialektisches Ringen zwischen Tradition und Moderne. Mustafa Sabris Positionierung zu den theologischen und intellektuellen Herausforderungen in der Spätphase des Osmanischen Reiches (19.–20. Jh.). Berlin 2020, ISBN 3-631-83600-7.
- (Hg.): Avicenna – ein Universalgelehrter. Eine gegenwärtige Analyse des Prinzen der Philosophen Ibn Sīnāe. Göttingen 2020, ISBN 3-8471-1104-3.
- mit Bacem Dziri (Hg.): Niedergangsthesen auf dem Prüfstand. Narratives of decline revisited. Wien 2020, ISBN 3-631-83346-6.